# Anthophora rutilans
Anthophora rutilans är en biart som beskrevs av Dours 1869. Anthophora rutilans ingår i släktet pälsbin, och familjen långtungebin. Inga underarter finns listade i Catalogue of Life.